# Planeta Viviente
El Planeta Viviente: Un retrato de la Tierra (The Living Planet, 1984) es una serie de documentales de naturaleza de la BBC, escritos, dirigidos y presentados por David Attenborough, uno de los mejores divulgadores de la ciencia que han existido.
Segunda serie documental de su trilogía “Vida” (Life), es un estudio de la manera en que los organismos vivos, incluidos los seres humanos, se adaptan a su entorno. Cada uno de los doce episodios de 50 minutos describía un bioma diferente, desde el ambiente polar de hielo perpetuo hasta el ambiente caluroso ecuatorial.

## Ambientación
Los programas fueron tan ambiciosos como los de la primera serie de la trilogía, cada uno presentando una gran variedad de localizaciones alrededor del mundo.
Entre los lugares más difíciles estaba Sudán, donde los componentes del equipo tuvieron que ser lanzados en paracaídas, puesto que no hay pistas de aterrizaje ni carreteras. Por el contrario, áreas tales como el Himalaya no permite el transporte aéreo, por lo que la única opción fue caminar. En América del Sur, la escasez de barcos condujo a un camarógrafo a nadar para seguir a la embarcación.
Algunas escenas resultaron aún más difíciles, como cuando el equipo tuvo que esperar dos años a que un volcán entrara en erupción para poder grabarlo, o como cuando un cámara tuvo que acercarse a 25 metros de un oso polar para tomar un primer plano.
Sin embargo, la secuencia que llevó más tiempo preparar fue el rodaje envueltos por ocas en vuelo. Estos pájaros tuvieron que ser alimentados por el equipo a mano desde que nacieron para que así respondieran a la voz de sus “madres”, lo que permitió rodarlos mientras volaban bajo a la altura de una cámara montada en un coche descapotable.
Las técnicas de filmación continuaron evolucionando. Una pieza novedosa en el equipo usado fue un traje de buceo con unas gafas submarinas especiales que permitían a Attenborough hablar (y ser visto) bajo el agua.

## Episodios
- 1. La construcción de la Tierra (The Building of the Earth)

La Tierra es un planeta que constantemente está cambiando. En el fondo marino se escapan por grietas grandes cantidades de minerales disueltos en agua hirviente. En los continentes los volcanes expulsan gran cantidad de lava, bombas volcánicas y cenizas volcánicas. Estos ecosistemas, que en apariencia son hostiles a la vida, son de inmediato colonizados por seres vivos.
- 2. El mundo helado (The Frozen World)

Los anfibios y los reptiles, cuyo cuerpo de sangre “fría” no es capaz de fabricar calor, morirían congelados en la inmensas llanuras cercanas a los polos terrestres. En la nieve viven algunas algas. Los mamíferos de la zona han desarrollado un pelaje denso que les hace insensibles a las bajas temperaturas, al igual que las aves abrigadas por sus plumas.
- 3. Los bosques del norte (The Northern Forests)

El bosque de coníferas septentrional constituye la mayor extensión forestal del planeta. El invierno es tan duro para los animales y la comida es tan escasa que los animales que allí viven se ven obligados a emigrar hacia el sur o hibernar. Pero cuando llega el verano y desaparece la nieve animales y plantas entran en una frenética actividad para alimentarse rápido y aparearse antes de que vuelva el crudo invierno.
- 4. La jungla (Jungle)

En algunas zonas de los trópicos el calor y la humedad son tan grandes que las plantas crecen a una extraordinaria velocidad, de forma que los árboles forman un techo vegetal a muchos metros del suelo. El ecosistema está estratificado en niveles, desde las copas de los árboles con sol, a la espesura de los troncos de la zona intermedia, hasta el suelo sombrío rico en hongos y animales que se mueven sigilosamente.
- 5. Mares de hierba (Seas of Grass)

Donde la lluvia es escasa, los árboles se ven desplazados por los pastos. La hierba, en continuo crecimiento aunque se corte regularmente, da de comer a una gran variedad de animales. Pero la vida en las llanuras es muy peligrosa, algunos pequeños herbívoros se esconden de sus depredadores bajo el suelo, mientras otros confían en su velocidad para escapar de los depredadores.
- 6. Desiertos abrasadores (The Baking Deserts)

El agua es muy escasa en el desierto, pero por fortuna para la vida cada pocos meses se desatan intensas tormentas y las plantas adaptadas almacenan agua en sus tejidos para la época de escasez. Ciertos animales saben cómo asaltar esas despensas, otros sobreviven capturando el rocío que se deposita en el suelo durante la noche y los hay que beben el líquido de sus presas.
- 7. Nuestro cielo (The Sky Above)

Algunos animales terrestres desafían a la gravedad, utilizando sus alas para permanecer en el aire. Primero fueron los insectos, después las aves e incluso los murciélagos. Aunque volar sea un gran gasto de energía los beneficios son enormes, para escapar de los depredadores y para desplazarse largas distancias para encontrar comida.
- 8. Las aguas dulces (Sweet Fresh Water)

El agua dulce es muy escasa, ya que casi toda el agua de nuestro planeta es salada. Sin embargo, ríos y lagos asogen una enorme cantidad de fauna especializada. Pero el hecho de vivir en un hábitat en continuo movimiento acarrea una serie de problemas.
- 9. Los márgenes de la Tierra (The Margins of the Land)

La costa de los continentes es un campo de batalla. Los acantilados se erosionan por la acción de las olas marinas. En otras costas la tierra avanza gracias a la deposición de sedimentos que los ríos arrastran y depositan en su desembocadura. Sobrevivir en estas zonas requiere aptitudes muy específicas.
- 10. Mundos aparte (Worlds Apart)

En las islas remotas, alejados de sus parientes, animales y plantas evolucionan gradualmente. Las tortugas se vuelven gigantes y los lagartos se convierten en dragones. Las aves, habituadas a vivir en tierra, pierden su capacidad de volar. Algunas islas son refugio de animales casi prehistóricos.
- 11. Los grandes océanos (The Open Ocean)

Dos tercios del planeta está cubierto por mar. En la superficie marina, donde la luz y el calor son abundantes, millones de pequeñas criaturas que flotan constituyen la base de la cadena alimenticia de todos los seres vivos del océano. A gran profundidad, donde no llega la luz, los peces abisales emiten señales luminosas para comunicarse o atraer a sus presas.
- 12. Nuevos mundos (New Worlds)

La existencia de ciudades se remonta a unos pocos miles de años, pero los animales y las plantas han conseguido colonizarlos. Las palomas, que vivían en los acantilados, anidan en las fachadas del los edificios. De noche, muchas especies de pequeños mamíferos se aventuran a salir en busca del alimento desechado por los derrochadores humanos.